# Slunečný dvůr
Slunečný dvůr byla samostatná přírodní rezervace, jejíž území se nachází v okrese Česká Lípa severozápadním směrem od obce Staré Splavy nedaleko obcí Provodín a Jestřebí. Je mokřadní loukou. Východním směrem se nachází v bezprostředním sousedství další přírodní památka Konvalinkový vrch. Správu nad Slunečným dvorem měl Krajský úřad Libereckého kraje.
Rezervace byla zrušena v roce 2012, území je zahrnuto do národní přírodní památky Jestřebské slatiny.

## Vyhlášení ochrany
Státní přírodní rezervací (SPR) byl Slunečný dvůr vyhlášen výnosem Ministerstva kultury dne 14. března 1955 pod číslem 57.130/54.
Dne 29. listopadu 1988 byla provedena novelizace seznamu chráněných území (včetně SPR Slunečný dvůr) výnosem Ministerstva kultury č.14.200/88. Ochrana se týkala rozlohy 2,9 ha na katastrálním území obce Jestřebí. Důvodem ochrany byla lokalita popelivky sibiřské.
 Přírodní památka je součástí vyhlášeného území Ptačí oblast Českolipsko - Dokeské pískovce a mokřady, což je jedna z lokalit evropské soustavy Natura 2000, Evidenci oblastí Natura 2000 v České republice má na starost Agentura ochrany přírody a krajiny ČR. Českolipská ptačí oblast byla vyhlášena nařízením vlády č. 598/2004 Sb. ze dne 27. října 2004

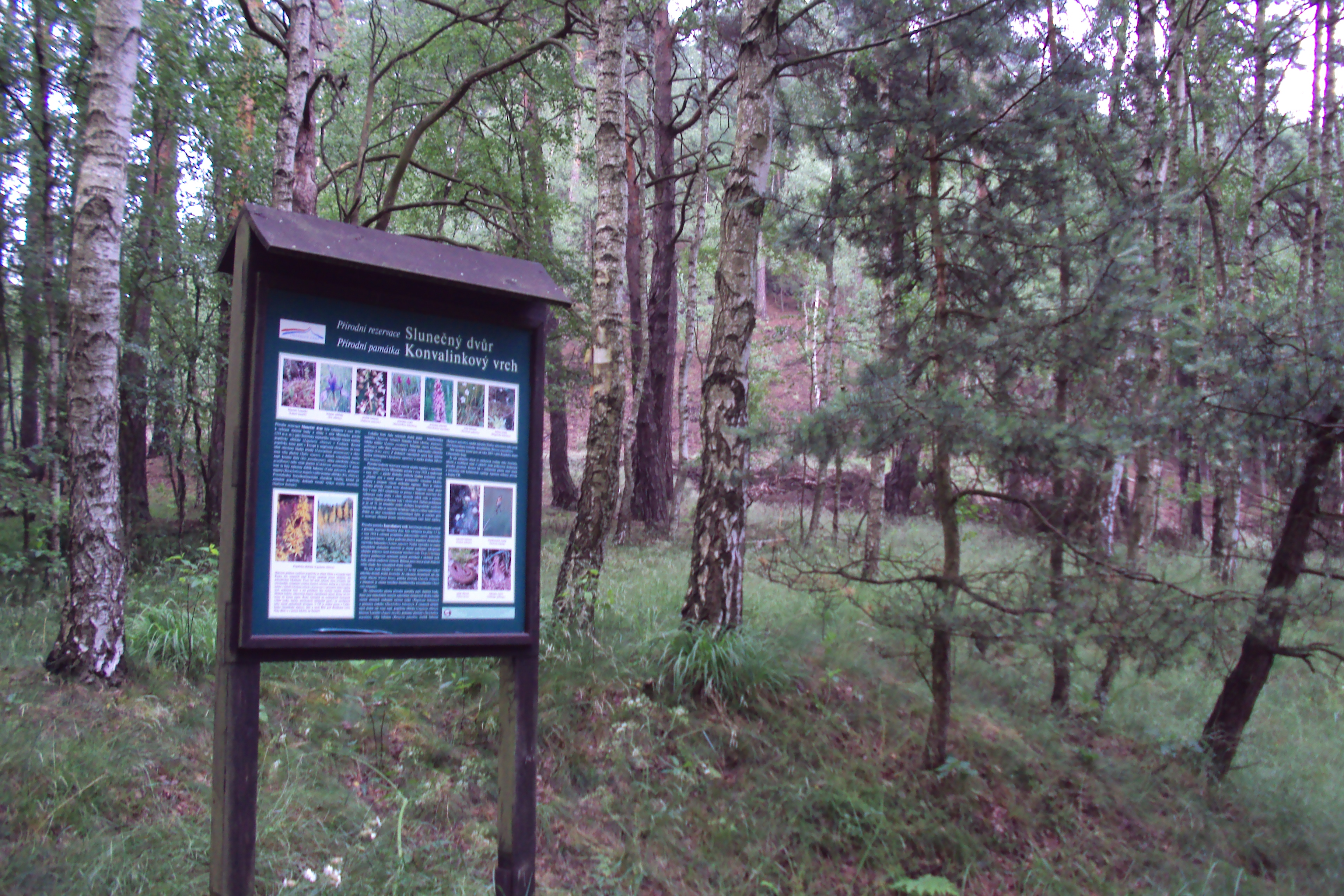
Společná tabule jak Slunečného dvora, tak Konvalinkového vrchu za ním

## Popis lokality
Rozloha chráněného území, které bylo vedeno jako přírodní rezervace, je 2,90 ha. Území se nachází v nadmořské výšce 259 metrů. Od Provodína je chráněná mokřadní louka vzdálená 1,9 km. V jejím sousedství od východu je přírodní památka Konvalinkový vrch. Ve směru od Starých Splavů přitéká Mlýnský potok (dále známý jako Robečský potok).
Oblast zrušené PR geomorfologicky spadá do celku Ralská pahorkatina, podcelku Dokeská pahorkatina, okrsku Jestřebská kotlina a podokrsku Jestřebská rovina.

### Flóra
Na podmáčené louce se vyskytují ohrožená rašelinná společenstva. Vyskytuje se zde popelivka sibiřské (Ligularia sibirica), dále kosatec sibiřský, ďáblík bahenní, vrba plazivá a další. Protože louka není hospodářsky využívána, postupně zarůstá olšinami a břízami.

### Fauna
Při průzkumech objeven bramborníček hnědý, linduška luční, ťuhýk šedý, čírka obecná a další 

## Dostupnost
Zhruba 250 m severně od okraje louky vede železniční Trať 080, nejbližší zastávky jsou Staré Splavy (3 km) a Jestřebí (2 km). Souběžně s tratí vede modře značená turistická cesta ze stejných míst, tedy od Starých Splavů do Jestřebí. Odbočka k louce vyznačená není.

## Jiný stupeň ochrany
Po vyhlášení národní přírodní památky Jestřebské slatiny 10. května 2012 byly rezervace a památky na jejím území zrušeny. Stupeň ochrany se zvýšil.